# Fideicomiso ciego
Un fideicomiso ciego (también conocido por su homólogo en inglés, blind trust) es un fideicomiso en el cual los beneficiarios no tienen ningún conocimiento de las inversiones del fideicomiso (quedando «ciegos»), y no tienen derecho a intervenir en su manejo. En un fideicomiso ciego, el fideicomisario tiene discreción completa sobre los activos. Los fideicomisos ciegos son generalmente utilizados cuando un fideicomitente o fiduciante desea que el beneficiario no sea informado de las ganancias concretas del fideicomiso.
Este tipo de fideicomiso es aplicado principalmente en casos que se quiere evitar conflictos de interés entre el beneficiario y las inversiones. Los políticos u otras personas en posiciones sensibles o de autoridad a menudo colocan sus negocios personales en fideicomisos ciegos, para evitar el escrutinio público y acusaciones de conflictos de interés cuando utilizan fondos de gobierno en el sector privado o impulsan regulaciones que están relacionadas con sus inversiones.
Una de las desventajas de este tipo de fideicomisos es que el beneficiario y el propietario fiduciario podrían —a pesar del fideicomiso— establecer contacto para eventualmente influir en las decisiones de inversión, y la dificultad para poder demostrar esa comunicación; de ahí que algunos analistas los denominen fideicomisos «tuertos».